# Shanxi Shuiku
Shanxi Shuiku (kinesiska: 珊溪水库) är en reservoar i Kina. Den ligger i den sydöstra delen av landet, 1 400 km söder om huvudstaden Peking. Shanxi Shuiku ligger 70 meter över havet. I omgivningarna runt Shanxi Shuiku växer i huvudsak blandskog.